# Bromus tytthanthus
Bromus tytthanthus là một loài thực vật có hoa trong họ Hòa thảo. Loài này được Nevski mô tả khoa học đầu tiên năm 1934.